# Bernt Johan Collet
Bernt Johan Holger Collet (født 23. november 1941) er en dansk politiker, godsejer og forhenværende forsvarsminister i Regeringen Poul Schlüter III 1987-88 og primus motor ved etableringen af tænketanken CEPOS i 2004 samt indtil 6. juni 2012 bestyrelsesformand for denne.
Bernt Johan Collet er desuden kammerherre, hofjægermester, Kommandør af Dannebrogordenen (1988), har modtaget Dannebrogordenens Hæderstegn (1993) og Den Kgl. Norske Fortjenstorden, søn af kammerherre, hofjægermester, cand.polit. Harald Collet og havearkitekt Else f. Collett. Han blev den 31. december 1968 gift med Cand.phil. Catharina Marie f. Löwegren, der er født i Stockholm 19. juni 1945, datter af bankdirektør pol.mag. Gunnar Löwegren og hustru Karin.

## Uddannelse m.m.
Collet blev student fra Herlufsholm i 1960. Han var i Livgarden 1960-62 (premierløjtnant af reserven 1964). Praktisk landbrugsuddannelse og Næsgaard Agerbrugsskoles driftslederkursus 1962-65. Han blev uddannet civiløkonom i 1968 og blev ansat i General Mills Inc. i USA 1968-71. Han købte Lundbygaard Gods 1968, var konsulent for Carlsen Langes Legatstiftelse 1973-2005 og forstander for Herlufsholm Skole og Gods 1991-93.

## Foreninger
Collet var medlem af bestyrelsen for Sydsjællands Landbrugsskole 1972-96, for SEAS 1974-81, for Præstø Amts Landboforening 1974-85 (hvoraf han var formand 1980-85), af Repræsentantskabet for Alm. Brand 1975-87 (næstformand 1980-87), af bestyrelsen for Danmark-Amerika Fondet 1973-87, af Det Kongelige Danske Landhusholdningsselskab 1981-87, af bestyrelsen for Dansk Landbrugsmuseum 1982-86, for Codan Bank A/S 1993-95 og for Kong Olav Vs Fond fra 1989. Desuden og formand for Civiløkonomerne 1998-2005, formand for Nordisk Civiløkonomforbund 2002-2005, præsident for det internationale økonomforbund CIADEC fra 1998-2005. Han var medlem af bestyrelsen for Akademikernes Centralorganisation fra 1998-2005 (medlem af forretningsudvalget 1999-2005).
Collet var primus motor ved igangsættelsen af tænketanken CEPOS i 2004 og var formand for tænketankens bestyrelse til 2014, hvor han ved sin afgang blev ærespræsident.  CEPOS udgav i 2012  festskrift til Bernt Johan Collet .

## Politisk karriere
Medlem af Folketinget (Det Konservative Folkeparti, Vordingborg Kredsen) 1981-1990, af Folketingets EU-udvalg 1982-87, af Folketingets Finansudvalg 1984-87 og 1988-90, finanspolitisk ordfører for de konservative 1984-87, landbrugspolitisk ordfører 1983-85; næstformand for politisk-økonomisk udvalg 1986-87, forsvarsminister i ministeriet Schlüter 1987-88; formand for Folketingets Landbrugs- og fiskeriudvalg 1988-90; medl. af af Nordisk Råd 1988; dansk delegeret ved FN's generalforsamling 1989.

## Kontroverser
En entreprenør ansat af Bernt Johan Collet blev i 2010 anklaget for at have omlagt et fredet fortidsminde til landbrugsjord med produktion af juletræer, hvorved 11 gravhøje fra stenalderen blev ødelagt. Sagen blev dog droppet igen, da det ikke var muligt at identificere hvilken entreprenør, der havde begået lovovertrædelsen.
I juli 2012 politianmeldte Kulturstyrelsen Bernt Johan Collet for have beskadiget en gravhøj og beplantet den med juletræer. Ifølge styrelsen var det en overtrædelse af museumsloven, der beskytter landets fortidsminde. Gravhøjen er en særlig sjælden type langhøj fra bondestenalderen, der ligger i Vallebo Skov ved Vordingborg. En arkæologisk indberetning fra 1945 havde dog allerede dengang fastslået, at højen var svær at få øje på. Retten i Nykøbing Falster frifandt Collet 7. maj 2014. Kulturstyrelsen appellerede ikke afgørelsen. Godset tabte efterfølgende i første omgang en sag mod Kulturstyrelsen, som havde reetableret de nævnte fortidsminder for godsets regning; retten tog udgangspunkt i reglerne om omvendt bevisbyrde i Fortidsmindeloven. Bernt Johan Collet ankede dommen, og  Østre Landsret  fastholdt 23. januar 2017 at der skulle betales for reetableringen, men sænkede beløbet med ca. 20 pct. til 450.000 kr.

## Andet
Collet er også medforfatter til Kilder til Danmarks Historie 1945-82 (1984) og til 13 værdier bag den danske velfærdsstat, 2007.
Collet tildeltes i 2014 Adam Smith prisen af selskabet Libertas. 